# Anostirus dalmatinus
Anostirus dalmatinus is een keversoort uit de familie kniptorren (Elateridae). De wetenschappelijke naam van de soort is voor het eerst geldig gepubliceerd in 1925 door G. Müller.